# Confuciustempel

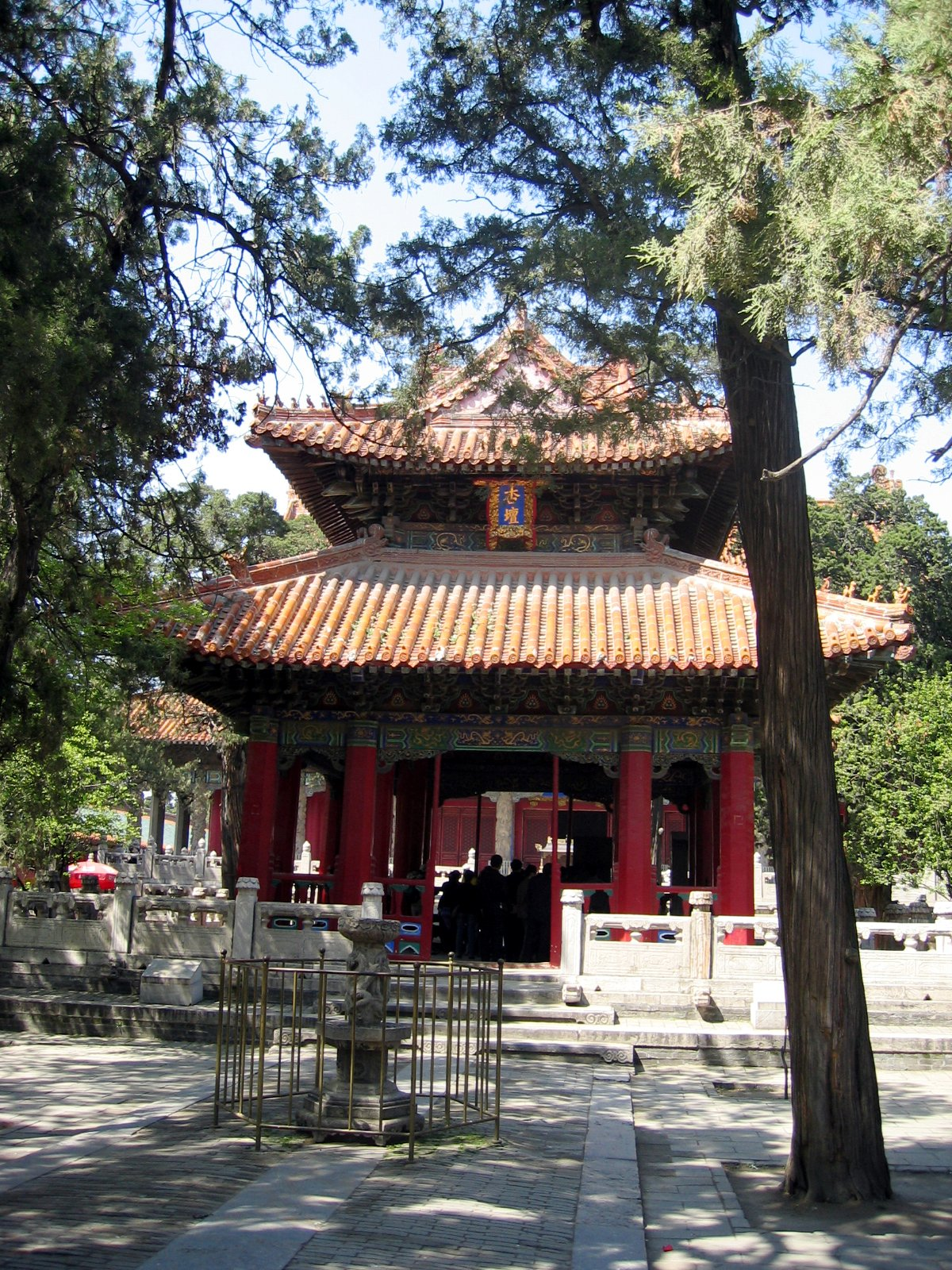
confuciustempel van Qufu

Een confuciustempel of literatuurtempel is een gebouw dat gebouwd is om de Chinese wijsgeer Confucius te eren. Het beeld van Confucius staat in het midden van het gebouw. Confucianisten komen er om wierook voor hem te branden. In de tempel kan men ook studeren. Kleine confuciustempels bieden alleen basisschoolonderwijs en grote ook onderwijs op middelbare schoolniveau. Ten tijde van de Chinese Republiek werden er 162 confucianistische geleerden en leerlingen van Confucius vereerd. De belangrijkste daarvan waren Yan Hui, Zeng Shen, Zisi en Mencius.
De oudste confuciustempel staat in Qufu en werd in de tijd van Confucius gebouwd. Hij onderwees daar duizenden leerlingen, waarvan honderd leerlingen zeer beroemd werden en zijn gedachtegoed verder verbreidden.
Toen het confucianisme zich buiten China verbreidde, werden ook daar confuciustempels gebouwd. In Noord-Korea, Zuid-Korea, Japan, Vietnam, Maleisië en Indonesië staan confuciustempels die al meer dan honderd jaar bestaan en heden nog steeds gebruikt worden. 

## Beroemde confuciustempels
- confuciustempel van Beijing
- confuciustempel van Qufu
- confuciustempel van Nanjing
- confuciustempel van Shanghai
- confuciustempel van Xinhui
- confuciustempel van Changhua
- confuciustempel van Kaohsiung
- confuciustempel van Taiwan
- confuciustempel van Taipei
- confuciustempel van Hanoi
- confuciustempel van Hue
- confuciustempel van Hoi An
- confuciustempel van Hung Yen
- confuciustempel van Hai Duong
- confuciustempel van An Ninh
- Seonggyungwan Munmyo
- Jongmyo-heiligdom
- Taku Seibyō
- Shiseibyō
- Yushima Seidō
- Kōshi-byō

## Andere confuciustempels
- Confuciustempel van New York